# Pawilon Okocimski
Pawilon Okocimski – modernistyczny pawilon usytuowany przy polanie Juliusza Lea w Lesie Wolskim w Krakowie, zaprojektowany przez Jana Ogłódka i wybudowany w 1936 r. Obecnie znajduje się w nim Centrum Edukacji Ekologicznej „Symbioza”. 

## Historia
W 1934 r. baron Antoni Jan Götz-Okocimski wydzierżawił od władz Krakowa część polany Juliusza Lea. Postanowił wybudować na niej Pawilon Okocimski. Inwestycję sfinansowała Reprezentacja Browarów Barona Götza w Okocimiu. Obiekt miał pełnić funkcję rekreacyjną dla odwiedzających kopiec Piłsudskiego.
Jan Ogłódek zaprojektował go w styczniu 1935 r., natomiast obiekt otwarto wiosną 1936 r. 24 czerwca 1936 r. w pawilonie zostały wyprawione imieniny Jana Kiepury oraz odbyło się posiedzenie komitetu budowy Muzeum Narodowego przy Błoniach w Krakowie. Od otwarcia obiektu do okupacji niemieckiej pawilon dzierżawił Ludwik Bartosiewicz. Od 1945 r. majątek browaru Okocim wraz z pawilonem został przejęty przez władze komunistyczne. W latach 50. i 60. w pawilonie funkcjonowała restauracja i kawiarnia prowadzona przez Krakowskie Zakłady Gastronomiczne W latach 70. XX w. pawilon przejęło Społem, a obiekt ulegał degradacji. Od 2017 r. w pawilonie działa Centrum Edukacji Ekologicznej „Symbioza”, prowadzone przez Zarząd Zieleni Miejskiej w Krakowie.

## Architektura
Pawilon wykonano w stylu modernistycznym. Budynek charakteryzuje się płaskim, żelbetowym dachem, wspartym na smukłych kolumnach. Obiekt ma również taras z murowanym cokołem. Budynek po remoncie w latach 2017–2019 został wzbogacony o pompy ciepła, ogniwa fotowoltaiczne oraz zielony dach. Ponadto obiekt wyposażono w urządzenia do rekuperacji i zbierania deszczówki oraz uporządkowano sąsiedztwo pawilonu. Utworzono także alejki oraz ogród permakulturowy. Obiekt służy zajęciom edukacyjnym związanym z przyrodą oraz sztuką.